# Podostemales
Ordre
Classification APG II (2003)
Classification APG III (2009)
Les Podostemales sont un ordre de plantes dicotylédones.
En classification classique de Cronquist (1981) il comprend une seule famille :
- ordre Podostemales
  - famille Podostemaceae

En classification phylogénétique APG II (2003) et classification phylogénétique APG III (2009) cet ordre n'existe pas.